# Traité de Managua (1860)
Pour les articles homonymes, voir Traité de Managua.
Le traité de Managua est un accord de 1860 entre la Grande-Bretagne et le Nicaragua, dans lequel la Grande-Bretagne reconnaissait la souveraineté nicaraguayenne sur son territoire national actuel, mais réservait, sur la base de droits historiques, une enclave autonome pour les Mosquitos, un groupe indigène de la région, citant des accords antérieurs et des circonstances historiques,.
La question fut renvoyée pour arbitrage à l'empereur d'Autriche, François-Joseph Ier, dont la sentence, publiée le 2 juillet 1881, confirma la thèse des Indiens et affirma que la suzeraineté du Nicaragua était limitée par le droit des Miskitos à l'autonomie gouvernementale.
Le 19 avril 1905, les deux pays signent le traité d'Altamirano Harrison qui annule le traité de Managua. Dans ce traité, le Royaume-Uni reconnaît la souveraineté absolue du Nicaragua sur la Côte des Mosquitos.

## Voir également
- Robert Henry Clarence